# Sphingicampa colloida
Sphingicampa colloida är en fjärilsart som beskrevs av Dyar 1925. Sphingicampa colloida ingår i släktet Sphingicampa och familjen påfågelsspinnare. Inga underarter finns listade i Catalogue of Life.